# 野呂佳代
野呂 佳代（日语：／ Noro kayo */?；1983年10月28日—）是日本女藝人，出生於東京都，所屬經紀公司為太田製作。舊藝名為朝倉 佳代（あさくら かよ）。曾是女子偶像團體AKB48 Team K成員、以及SDN48隊長，為AKB48的創團成員之一。

## 來歷
2000年
- 在MOON THE CHILD於演藝圈首次登台。

2004年
- 10月 - 12月在連續劇30『ことぶきウォーズ』（中部日本放送）出演（以朝倉佳代名義）。

2006年
- 2月26日參加AKB48第二期追加成員的甄選合格。
- 4月1日原Team K成員活動開始。

2007年
- 7月與同原Team K的佐藤夏希結成了「なちのん」。同年10月的『M-1大賽』初出場，在2回戰敗退。

2008年
- 於『M-1大賽』再次出場，在2回戰敗退。

2009年
- 1月『真里亜〜その愛の果てに〜』作為主演初登舞臺的經驗。
- 8月1日與佐藤由加理、大堀惠、浦野一美在SDN48的活動開始。

2013年
- 宣布将参加AKB48第32张单曲选拔總選舉

### 所屬經紀公司經歷
MOON THE CHILD→office48→AKS→太田製作

## 参加曲

### 單曲CD選抜曲
AKB48名義
- 想見你

SDN48名義
- GAGAGA
- 孤独なランナー

Under Girls A名義
- 天国のドアは3回目のベルで開く

### 劇場公演單曲
AKB48 teamK 1st Stage 「PARTY开始了」公演
1. 接吻不行唷

teamK 2nd Stage「青春女孩」公演
1. 雨中動物園
2. 放浪之夏

teamK 3rd Stage「脑内天堂」公演
1. 你是天馬

向日葵组 1st Stage「我的太阳」公演
1. 向日葵

向日葵组 2nd Stage「不要让梦想死去」公演
1. 記憶的兩難

teamK 4th Stage「最终钟声鸣响」公演
1. 再戰

teamK 5th Stage「引体后空翻」公演
1. 曲終人盡

THEATER G-ROSSO 「不要讓夢想死去」公演
1. 記憶的兩難

※田名部生来・野中美郷的後備
SDN48 1st Stage「誘惑のガーター」公演
1. オールイン

## 出演

### 電影
- 蠟筆小新：小白的屁屁炸彈（2007年4月21日、東宝） - 飾演 UNTI女性隊員（先輩）
- 傳染歌（2007年8月25日、松竹） - 飾演 織部美希
- YOSHIMOTO DIRECTOR'S 100「ぱきゅら!」（2010年3月、吉本興業運営各劇場） - 飾演 OL
- 地球防衛ガールズP9（2011年11月26日）- 飾演 水沢一美
- Happy Mail（2018年8月25日）- 相田楓（主演）
- 怪物（2023年6月2日）

### 電視連續劇
- 電視劇30 ことぶきウォーズ（2004年10月4日 - 12月3日、中部日本放送） - 飾演 主人公的同僚・飾演 絵里 （朝倉佳代名義）
- 栞と紙魚子の怪奇事件簿 第9話（2008年3月1日、日本電視台） - 飾演 海報上的照片
- 馬路須加學園 最終話（2010年3月26日、東京電視台）- 飾演 馬路須加女学園學生
- 週三懸疑9（東京電視台）
  - 北海道警事件簿 警部補 五條聖子 第1作「來自過去的脅迫者」（2012年10月24日） - 飾演 香菜
  - 内田康夫懸疑「魔鬼刑事和輪椅少女 Doctor Bridal」（2013年5月22日） - 飾演 横山珠恵
- 我討厭的偵探 第3話（2014年1月31日、朝日電視台） - 飾演 剣先舞香
- 逆轉報道之女 第4作（2014年11月22日、朝日放送電視台） - 飾演 榊結婚企劃職員
- 午餐的敦子（2015年5月12日 - 6月30日、NHK BS Premium） - 飾演 原田ちひろ
- 司法教官・穗高美子 第4作（2015年10月31日、朝日電視台） - 飾演 新婦（女A）
- 寵物情人（2016年2月6日 - 6月19日、富士電視台） - 飾演 白妙ユリ
- 科搜研之女（朝日電視台）
  - SEASON 17 第7話（2017年11月30日） - 飾演 田村美咲
  - SEASON 19 第28話（2020年1月30日） - 飾演 七海真友
- OH MY JUMP!少年JUMP救地球 第8話（2018年3月3日、東京電視台） - 飾演 仁蒋
- 公開不倫（2020年9月6日・13日、朝日放送電視台） - 飾演 水原詩乃
- 我們戀愛了（2020年10月25日 - 12月6日、朝日放送電視台） - 飾演 浜野由梨
- Night Doctor（2021年6月21日 - 9月13日、富士電視台） - 飾演 益田舞子
- 只有顏值老師 第6話（2021年11月13日、東海電視台）- 飾演 加藤美佐江
- 強勢美女白川小姐（2022年4月7日 - 6月23日、東京電視台） - 飾演 町田杏花
- The Travel Nurse（2022年10月20日 - 12月8日、朝日電視台） - 飾演 森口福美
  - The Travel Nurse 2（2024年10月17日 - 12月19日）
- 重啟人生（2023年1月8日 - 3月12日、日本電視台） - 飾演 丸山美佐
- Last Man-全盲搜查官- 第2話（2023年4月30日、TBS）- 飾演 Peach
- 獻給國王的無名指 第3話（2023年5月2日、TBS） - 飾演 園田
- 讚美的人和被讚美的人（2023年6月12日 - 8月3日、NHK） - 飾演 小佐川志穗
- 呆萌酷男孩 第11話（2023年6月24日、東京電視台） - 飾演 公車乘客
- SHUT UP（2023年12月4日 - 2024年1月29日、東京電視台） - 飾演 高梨塔子
- 玻璃城（2024年1月4日、朝日電視台）- 飾演 和島好子
- 大河劇 致光之君 第1回・第2回（2024年1月7日・14日、NHK） - 飾演 ぬい
- 編舟記（2024年2月18日 - 4月21日、NHK BS・NHK BS Premium 4K）
- Unmet 某腦外科醫的日記（2024年4月15日 - 6月24日、關西電視台・富士電視台）- 飾演 成增貴子
- 西園寺小姐不做家事（2024年7月9日 - 9月17日、TBS）- 飾演 宮島陽毬
- 班上的女孩子，我全都喜歡過 第2話・第3話・第8話 - 最終話（2024年7月18日・25日・8月29日 - 9月12日、讀賣電視台・日本電視台）- 飾演 坂上文香
- 小鎮星熱點 第1話・第6話（2025年1月12日・2月16日、日本電視台）- 飾演 中本こずえ
- 為什麼是我來神說教（2025年4月12日 - 6月14日、日本電視台）- 飾演 大口美幸
- 初戀DOGs（2025年7月1日 - 、TBS）- 飾演 杉本みちる
- 幸福的婚姻 第1話（2025年7月17日、朝日電視台）- 飾演 找律師諮詢丈夫劈腿的妻子

### 網路劇
- Angel Flight 空中送行者（2023年3月17日、Amazon Prime Video）- 飾演 松山みのり

### 綜藝節目等
- 力の限りゴーゴゴー!!（2000年6月28日、フジテレビ）ふんどし先生出演
- クレヨンしんちゃん（2007年3月16日、朝日電視台） - 大島麻衣・今井優・浦野一美・折井あゆみと共に、クレヨンフレンズ from AKB48 のユニットにて、オープニング曲「ユルユルでDE-O!」を歌う。
- AKB1時59分!（2008年1月24日 - 3月27日、日本電視台）
- AKB0時59分!（2008年4月7日 - 9月29日、日本電視台）
- サスケマニア（2008年4月27日・5月4日・11日・18日・25日、TBS） - 優勝
- AKB48神TV（Family Gekijo（日语：ファミリー劇場））
  - Season1（2008年7月13日・20日・27日<冒頭部分のみ>・8月17日 - 9月21日、10月5日・12日
  - スペシャル（2008年12月24日）
  - Season2（2009年7月10日 - 24日・8月28日・9月4日・18日<声のみ>）
  - Season3（2009年11月20日・27日）
  - スペシャル2009（2009年12月28日）
  - スペシャル〜チーム対抗! 春のボウリング大会〜（2010年4月30日<天之声>）
- AKBINGO!（2008年10月1日 - 2009年8月5日の間不定期出演、日本電視台）
- 週刊AKB（2009年7月24日 - 8月7日・28日 - 9月4日、東京電視台）
- すイエんサー（2009年8月20日・9月8日・2010年1月12日、NHK教育）
- 熱血BO-SO TV（2010年5月1日 - 、千葉電視台） - エージェント（リポーター）として不定期出演
- すっぽんの女たち（2010年6月3日 - 、テレビ朝日） - 秘書としてレギュラー出演
- ワケありバンジー（2010年 、UHF各局） - バンジーエンジェル
- 明明是個小指子〜這節目與AKB完全沒關係〜（日语：さしこのくせに〜この番組はAKBとは全く関係ありません〜）（2011年5月24日・5月31日 - TBS） - 節目來賓
- 男女糾察隊（2013年2月5日 - ，朝日電視台）- 準固定班底
- 超級變變變（2014年2月11日，日本電視台）- 第8組 - 淺田真央的花式滑冰三周半跳

### CM
- RECRUIT Co ハナサク・プロジェクト AKB48篇（2008年）

### 舞台
- NPO法人J.POSH 粉紅絲帶支援作品「真里亜〜その愛の果てに〜」（2009年1月28日 - 2月2日、Theater Green ） - 飾演 主演・裕美
- 時鐘少女「あり得ない! 再演」『父さんの殺人』『律義な強盗犯』（2010年4月23日、APOCシアター） - 飾演 橋本

### 廣播節目
- ON8+1（日语：ON8+1）（2010年4月5日 - ，bayfm） - 星期一擔當DJ

## 外部鏈結
- 個人資料介紹頁（太田製作）
- 野呂佳代的Ameba部落格（日語）（2012年7月3日 - ）
- 野呂佳代 （页面存档备份，存于）的GREE部落格（2009年12月1日 - ）
- http://jtb-entertainment.com/noro_kayo/ （页面存档备份，存于）

- 野呂佳代的X（前Twitter）（舊帳號，- 2011年3月11日）
- 野呂佳代的X（前Twitter）（新帳號，2011年9月10日 - )
- 野呂佳代的Instagram帳戶